# Taharana concava
Taharana concava är en insektsart som beskrevs av Nielson 1982. Taharana concava ingår i släktet Taharana och familjen dvärgstritar. Inga underarter finns listade i Catalogue of Life.